# Andiżan
Andiżan (uzb. Andijon, uzb. cyr. Андижон; ros. Андижан) – miasto we wschodnim Uzbekistanie, w Kotlinie Fergańskiej, nad rzeką Andijonsoy, przy granicy z Kirgistanem, siedziba administracyjna wilajetu andiżańskiego. W 2016 roku liczyło 398,2 tys. mieszkańców. Ośrodek przemysłu maszynowego, elektrotechnicznego, chemicznego spożywczego i lekkiego (włókienniczy, obuwniczy, odzieżowy). W mieście działają cztery szkoły wyższe, dwa teatry oraz muzeum. Andiżan jest także ważnym węzłem komunikacyjnym (węzeł drogowy, kolejowy, port lotniczy).

## Historia
Pierwsze wzmianki o mieście (pod nazwą Andukan) pochodzą z IX wieku. W XV wieku Andiżan stał się głównym miastem w Kotlinie Fergańskiej i był ważnym przystankiem na jedwabnym szlaku, położonym w połowie drogi między Kaszgarem a Chodżentem. Miasto znane jest także jako miejsce urodzin Babura, założyciela indyjskiej dynastii Wielkich Mogołów.
W XVIII wieku Andiżan został włączony do chanatu kokandzkiego. W 1876 roku miasto zostało zajęte przez Rosję podczas kampanii wojskowej, która miała na celu stłumienie powstania przeciw sprzyjającemu Rosji chanowi Kokandu. Miasto znalazło się wówczas w obwodzie fergańskim. W 1898 roku wybuchło kolejne powstanie, tym razem przeciwko Rosjanom, szybko jednak zostało przez nich stłumione. W 1902 roku Andiżan został zniszczony przez silne trzęsienie ziemi.
13 maja 2005 roku doszło do gwałtownych protestów przeciwko polityce rządu uzbeckiego, a w efekcie do masakry.

## Sport
- FK Andijon – klub piłkarski
  - Stadion Sogʻlom Avlod w Andiżanie

## Transport
- Trolejbusy w Andiżanie
- Port lotniczy Andiżan

## Urodzeni w Andiżanie
- Ruslan Chagayev – bokser
- Choʻlpon – poeta, dramaturg, prozaik i tłumacz
- Maksim Majorow – hokeista
- Oleg Zakirow – Kustosz Pamięci Narodowej